# Kanton Poissons
Kanton Poissons (fr. Canton de Poissons) je francouzský kanton v departementu Haute-Marne v regionu Grand Est. Tvoří ho 67 obcí. Před reformou kantonů 2014 ho tvořilo 18 obcí.

## Obce kantonu
od roku 2015:
| - Aillianville - Aingoulaincourt - Annonville - Audeloncourt - Bassoncourt - Bourg-Sainte-Marie - Bourmont - Brainville-sur-Meuse - Breuvannes-en-Bassigny - Busson - Chalvraines - Chambroncourt - Champigneulles-en-Bassigny - Chaumont-la-Ville - Cirfontaines-en-Ornois - Clinchamp - Doncourt-sur-Meuse - Échenay - Effincourt - Épizon - Germainvilliers - Germay - Germisay | - Gillaumé - Goncourt - Graffigny-Chemin - Hâcourt - Harréville-les-Chanteurs - Huilliécourt - Humberville - Illoud - Lafauche - Leurville - Levécourt - Lezéville - Liffol-le-Petit - Longchamp - Maisoncelles - Malaincourt-sur-Meuse - Manois - Mennouveaux - Merrey - Millières - Montreuil-sur-Thonnance - Morionvilliers | - Nijon - Noncourt-sur-le-Rongeant - Orquevaux - Outremécourt - Ozières - Pansey - Paroy-sur-Saulx - Poissons - Prez-sous-Lafauche - Romain-sur-Meuse - Sailly - Saint-Blin - Saint-Thiébault - Saudron - Semilly - Sommerécourt - Soulaucourt-sur-Mouzon - Thol-lès-Millières - Thonnance-les-Moulins - Vaudrecourt - Vesaignes-sous-Lafauche - Vroncourt-la-Côte |

před rokem 2015:
- Aingoulaincourt
- Annonville
- Cirfontaines-en-Ornois
- Échenay
- Effincourt
- Épizon
- Germay
- Germisay
- Gillaumé
- Lezéville
- Montreuil-sur-Thonnance
- Noncourt-sur-le-Rongeant
- Pancey
- Paroy-sur-Saulx
- Poissons
- Sailly
- Saudron
- Thonnance-les-Moulins